# 罗卡迪坎比奥
罗卡迪坎比奥（義大利語：Rocca di Cambio），是意大利阿奎拉省的一个市镇。总面积27.59平方公里，人口522人，人口密度18.9人/平方公里（2009年）。ISTAT代码为066081。